# 胡濂
胡濂（1463年—？），字宗周，廣東瓊州府定安縣人，民籍，明朝政治人物。

## 生平
成化二十二年（1486年）丙午科廣東鄉試第六十一名舉人。弘治六年（1493年）中式癸丑科會試第二百五十一名，三甲第九十九名進士。授户部主事、山东司员外、云南司郎中，正德八年（1513年）九月升貴州布政司右参政，歷升江西右布政使。十四年参与宸濠之乱，嘉靖元年（1522年）谪戍。

## 家族
曾祖胡興祖；祖父胡欽，判官；父胡瑛，醫學訓科。嫡母陳氏；生母廖氏。具庆下。